# Katarína Ráczová-Lokšová
Katarína Ráczová-Lokšová, née Katarína Ráczová le 3 novembre 1950 à Košice, est une escrimeuse slovaque qui a représenté la Tchécoslovaquie aux Jeux de 1972, 1976, 1980.
En 1978 à Hambourg, elle remporte la médaille d'argent au fleuret individuel, devancée par la soviétique Valentina Sidorova pour l'or.

## Palmarès
- Championnats du monde
  -  Médaille d'argent en individuel aux championnats du monde 1978 à Hambourg